# Balistika
Balistika (iz starogrčkog βάλλειν, bállein: bacati) je grana fizike, koja izučava gibanje bačenih tijela, napose o brzini, stazi (putanji) i dometu projektila ispaljenih iz vatrenog oružja. U posljednje vrijeme bavi se i projektiranjem projektila kako bi se postigao željeni učinak. „Ocem" balistike se slovi talijan Niccolò Fontana Tartaglia. Otkrio je mogućnost razgradnje pojedinih komponenti u kretanju bačenih tijela, a time mogućnost za izračunavanje njihovog kretanja.
Balistika se dijeli na sljedeće osnovne grane:
1. unutarnja balistika koja proučava izgaranje baruta u cijevi, nastali tlak, kontrukciju cijevi koje trebaju izdržati tlak, brzinu zrna i slično;
2. vanjska balistika koja proučava gibanje projektila nakon izlaska iz cijevi, koristeći se Newtonovim zakonima gibanja;
3. balistika na cilju ili terminalna balistika koja proučava učinak djelovanja projektila na cilju (meti).

Ovisno o načinu proučavanja pojava i procesa, balistika se dijeli na:
1. teorijsku (koja matematički modelira procese i pojave), i
2. pokusnu (koja proučava metode i bilježi pojave pri opaljenju i kretanju projektila).

Galileo Galilei (1638.) otkrio da je staza (putanja) bačenog tijela parabola, ako se zanemari otpor zraka. Uz taj uvjet proračun putanje, brzine u bilo kakvoj točki, dometa i drugo, vrlo je jednostavan. Međutim, zbog usporavanja zrna kao posljedice otpora zraka, skretanja zbog vjetra (Magnusov učinak) i zbog vlastite vrtnje zrna točan proračun staze (putanje) projektila vrlo je složen.

## Hitac
Hitac je izbačaj tijela u prostor i složeno gibanje koje nastane kada na izbačeno tijelo djeluje sila teža. Ovisno o smjeru vektora početne brzine prema sili teži, hitac može biti horizontalni ili vodoravni (gibanje materijalne točke koja je izbačena vodoravno u polju sile teže), okomiti (gibanje materijalne točke koja je izbačena u polju sile teže okomito prema gore ili prema dolje) i kosi (gibanje materijalne točke koja je izbačena u polju sile teže pod kutom prema vodoravnoj ravnini). Ako je otpor zraka zanemariv, putanja gibanja je parabola.

### Kosi hitac
Kosi hitac je složeno ili krivocrtno gibanje nastalo kada vektor početne brzine izbačenog tijela (obično projektil) zatvara oštri kut prema vodoravnoj ravnini. Putanja tijela ima oblik parabole s tjemenom na vrhu. Na izbačeno tijelo djeluje vektor kose početne brzine te ubrzanje zemljine sile teže.
Kod kosog hica gibanje je složeno. Takvo gibanje izvodi svako tijelo bačeno početnom brzinom v0, pod nekim kutem α prema vodoravnoj ravnini, koji se zove elevacijski kut. Kada na projektil, koji smatramo materijalnom točkom, a koji se izbaci iz nekog oružja, ne bi djelovala sila teža i otpor zraka, on bi se gibao pravocrtno i jednoliko. Radi lakšeg računanja kosu početnu brzinu v0 rastavljamo na okomitu brzinu vy i vodoravnu brzinu vx. Vodoravna brzina određuje udaljenost koju tijelo pređe na tlu, dok okomita brzina određuje visinu na koju će tijelo dospjeti.
{\displaystyle v_{x}=v_{0}\cdot \cos \alpha }
{\displaystyle v_{y}=v_{0}\cdot \sin \alpha -g\cdot t}
Vrijeme i put potrebni da tijelo dođe do tjemena parabole jednaki su vremenu i putu koji su potrebni tijelu da padne na tlo. Kosi hitac u bezzračnom prostoru opisujemo jednadžbama:
{\displaystyle x=(v_{0}\cdot \cos \alpha )\cdot t}
{\displaystyle y=(v_{0}\cdot \sin \alpha )\cdot t-g\cdot {\frac {t^{2}}{2}}}
Okomiti hitac i vodoravni hitac su posebni slučajevi kosog hica. Izračunamo li t iz prve jednadžbe i uvrstimo u drugu, dobit ćemo jednadžbu kosog hica, to jest parabole:
{\displaystyle y=x\cdot \tan \alpha -{\frac {g}{2}}\cdot {\frac {x^{2}}{v_{0}^{2}\cdot cos^{2}\alpha }}}
Iz te jednadžbe lako se izračuna domet D, a to je ona točka gdje parabola siječe os x. Za tu točku je y = 0, a x = D:
{\displaystyle D={\frac {v_{0}^{2}}{g}}\cdot \sin 2\alpha }
Domet će biti najveći kada bude α = 45°, pa je:
{\displaystyle D_{max}={\frac {v_{0}^{2}}{g}}}
Projektil će postići svoju najveću visinu kada je x = D/2:
{\displaystyle x={\frac {v_{0}^{2}}{g}}\cdot \sin \alpha \cdot \cos \alpha }
Uvrstimo li tu vrijednost u jednadžbu parabole, dobit ćemo najveću dostignutu visinu:
{\displaystyle h={\frac {v_{0}^{2}}{2\cdot g}}\cdot \sin ^{2}\alpha }
Ukupno vrijeme leta projektila od izbacivanja iz oružja do udara u zemlju je:
{\displaystyle t={\frac {2\cdot v_{0}\cdot \sin \alpha }{g}}}
U zrakopraznom prostoru krivulja kosog hica je simetrična, to jest uzlazna grana jednaka je silaznoj. Međutim u zraku će zbog otpora zraka putanja biti nesimetrična i silazna će grana biti strmija od uzlazne. Ta krivulja kosog hica s nesimetričnim granama zove se balistička krivulja. Da bi se postigao što veći domet, mora biti velika početna brzina i veliki elevacijski kut, te najpovoljniji oblik projektila tako da bi on mogao ući u područje razrijeđenog zraka u stratosferu, gdje je otpor mnogo manji nego u nižem području, u troposferi, koja dosiže do 12 kilometara visine.